# Мерседеш Штібер
Мерцедес Штібер (угор. Mercédesz Stieber, 4 вересня 1974) — угорська ватерполістка.
Учасниця Олімпійських Ігор 2004, 2008 років.
Чемпіонка світу з водних видів спорту 1994, 2005 років, призерка 2001 року.